# Бертну
Бертну (фр. Berthenoux) насеље је и општина у централној Француској у региону Центар (регион), у департману Ендр која припада префектури la Châtre.
По подацима из 2011. године у општини је живело 451 становника, а густина насељености је износила 11,33 становника/km². Општина се простире на површини од 39,82 km². Налази се на средњој надморској висини од 246 метара (максималној 269 m, а минималној 184 m).

## Демографија
| 1962. | 1968. | 1975. | 1982. | 1990. | 1999. | 2011. |
| ----- | ----- | ----- | ----- | ----- | ----- | ----- |
| 657   | 743   | 622   | 539   | 467   | 468   | 451   |

График промене броја становника у току последњих година